# مارييل همينغوي
مارييل هادلي همنغواي هي ممثلة ومؤلفة اميركية، (من مواليد 22 نوفمبر 1961). بدأت التمثيل وهي في سن الرابعة عشرة من عمرها في فيلم أحمر شفاه عام (1976) الذي ترشحت عنه لجائزة غولدن غلوب، وترشحت لجائزة الأوسكار وجائزة الأكاديمية البريطانية للأفلام لادائها في فيلم مانهاتن للمخرج وودي آلن عام (1979).
كما أنها عرفت بأدوارها الرئيسية في فيلم أفضل شخصية عام (1982)، وفيلم ستار 80 عام (1983)، وكذلك في المسلسل التلفزيوني الحروب الأهلية، التي حصلت على ترشيح الغولدن غلوب. وسط الاضطرابات النفسية تلاشت نجومية همنغواي في عقد التسعينات. ولعبت دور البطولة في أشرطة فيديو تتحدث عن اليوغا والمعيشة المتكاملة. قامت بنشر مذكراتها أول مرة في عام 2002، ومرة ثانية في عام 2015. تحت عنوان «جاءت خارج الشمس».

## حياتها الباكرة
ولدت همنغواي في مدينة مل فالي بولاية كاليفورنيا عام 1961، وهي الابنة الثالثة لبيرا لويز همنغواي (1922-1988) والكاتب جاك همنغواي (1923-2000). أخواتها جوان همنغواي (مواليد 1950) ومارغو همنغواي (1954-1996) الممثلة وعارضة الأزياء الشهيرة التي توفيت نتيجة جرعة زائدة من المهدئ في سن الثانية والاربعين في عام 1996.
أما أجدادها هم هادلي ريتشاردسون (1891-1979) والحائز على جائزة نوبل الروائي إرنست همنغواي (1899-1961)، الذي انتحر قبل أربعة أشهر من ولادتها. وسميت باسمها بعد زيارة والدها وجدها إلى ميناء مدينة مارييل الكوبي. أما اسمها الأوسط (هادلي) فكان نسبة لجدها من أمها. نمت مارييل همنغواي وترعرعت في كيتشوم بولاية ايداهو، حيث عاش والدها، وحيث قضى بها إرنست بعض الوقت قبل وفاته هناك من بطلق ناري. وأمضت مارييل أيضاً جزءاً من مراهقتها في لوس انجلوس ونيويورك.

## أدورها الفنية
كان دور مارييل همنغواي الأول في السينما من واقع الحياة، مع شقيقتها مارغو (الذي كان أيضاً دورها الأول) في فيلم أحمر شفاه عام (1976)، حيث لعبوا فيه دور الأخوات. وقد نال تمثيلها أعجاب النقاد وترشحت عنه «كأفضل وافد الجديد» لجائزة غولدن غلوب ذلك العام. وجاء بعدها ألمع أدوارها الشخصية في فيلم مانهاتن مع وودي آلن عام (1979)، وهو كوميديا رومانسية لعبت فيه دور «تريسي» وهي طالبة في المدرسة الثانوية وعشيقة ألن. وكان هذا الدور سبب ترشيحها لجائزة الأوسكار لأفضل ممثلة مساعدة، وهي في السادسة عشرة من عمرها.
في مذكراتها التي كتبتها عام (2015)، زعمت همنغواي أن وودي آلن حاول القيام اغراؤها بعلاقة جنسية وهي في سنة المراهقة بعد فترة وجيزة من انتهاء تصوير الفيلم، وعندما أصبحت في ال18 من عمرها. قاومت همنغواي محاولاته بنجاح.
في فيلم أفضل شخصية عام (1982) لعبت مارييل همنغواي دور لاعبة ساحة وميدان لها ميول جنسية مزدوجة، وكان الفيلم يحتوي على أشارات صريحة (لم تكن سائدة ذلك الوقت) لمشاهد الحب المثلية. وظهرت مارييل فيما بعد بصورة عارية في أبريل 1982 على غلاف مجلة بلاي بوي.

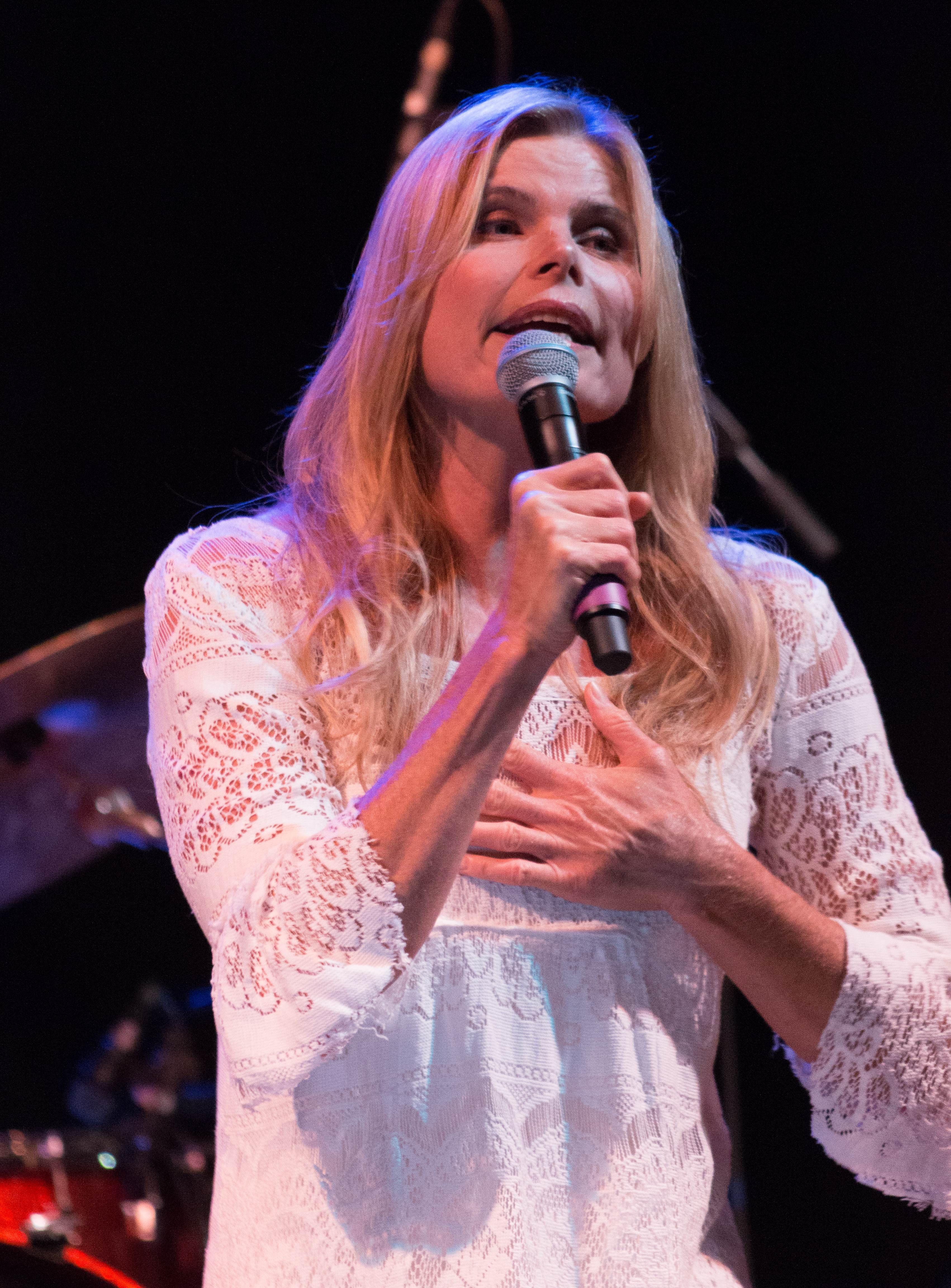
Hemingway in August 2014

كما لعبت دور النجمة دوروثي سراتين في فيلم ستار 80 عام (1983)، وهو فيلم عن حياة عارض (شخص) بلاي بوي المقتولة. وقامت همنغواي في هذا الدور بالعمل على تكبير ثدييها للعب دور سراتين، ولكن خلال ظهورها عام 2007 في أحد البرامج الحوارية (Fashionably Late with Stacy London) صرحت بأنها قد أجريت لها عملية زرع الثدي جراحية قبل فيلم «ستار 80». وأزيل ثديها في سنوات لاحقة بعد أن كان قد تمزق.
شاركت أيضا عام (1987) فيلم سوبرمان 4: السعي للسلام بدور «طواسي وارفيلد». وصدرت لها لقطات إضافية لاحقة لغرض توسيع دورها في الفيلم. كما شاركت في بطولة مسلسل الحروب الأهلية للفترة بين 1991-1993 على قناة ABC. كما قامت ببطولة مسلسل «سنترال بارك الغربية» على شبكة تلفزيون سي بي إس لموسم 1995-96. ولكن العرض نال حظوظ سيئة من قبل النقاد والمشاهدين، وتم إلغاؤه بعد 13 حلقة. في عام 1996 لعبت دور البطولة في فيلم تلفزيوني بريطاني بعنوان «سبتمبر»، ظهرت فيه زوجة مايكل يورك.
لعبت مارييل همنغواي دور المرأة مثليه أو ثنائية الميول في العديد من الأفلام والبرامج التلفزيونية، بما في ذلك فيلم "شخصية أفضل"، وحش الجنس، وعلى خط نارها، وحلقات من المسلسل التلفزيوني روزان («لا تسألوا، لا تقولوا» و «عروس ديسمبر») وحلقات من مسلسل عبر جوردان. لكن مع ذلك فأن مارييل همنغواي ليس مثلية الجنس. وقالت إنها شكلت «اتصال كبير مع مثلي الجنس ومجتمع المثليات».
وحاليا لها برنامج «السينما الروحية»، وهو برنامج تلفزيوني شهري مخصص للأفلام الروحية. وقد بدأت باضافة سلسلة من فيديوهات ممارسة اليوغا تسمى «اليوغا الآن» مع المعلم «رودني يي».
عملت همنغواي في الفيلم الوثائقي الهروب من الجنون، من إخراج باربرا كوبل من إنتاج شبكة أوبرا وينفري ويؤرخ تاريخ عائلة همنغواي في الانتحار وتعاطي المخدرات والمرض العقلي ، وعرض في مهرجان صاندانس السينمائي عام 2013. وفي أكتوبر 2013 تلقت همنجواي جائزة إنسانية من مهرجان سان دييغو السينمائي عن دورها في الفيلم الوثائقي.

## حياتها الخاصة
تزوجت مارييل همنغواي ستيفن كريسمان يوم 9 ديسمبر، 1984. وانجبت منه ابنتان: دري (مواليد 1987) ولانغلي (مواليد 1989) وانفصلا في عام 2008 ومن ثم تطلقا في العام التالي.
وفي مطلع عام 2011، كانت همنغواي على علاقة عاطفية مع البهلوان السابق بوبي ويليامز، والذي ساعدها في تأليف مذكراتها. وفي أبريل 2015، وصف ويليامز كشريك همنغواي.
في فيلم 2013 الوثائقي التلفزيوني «الهروب من الجنون»، تحدثت عن نوباتها مع المرض العقلي والتي لا تزال من القضايا العالقة مع أقربائها. وتحدثت عن نضال عائلتها مع إدمان الكحول، والأمراض النفسية والانتحار. واشتكت أيضاَ بأن زواج والديها كان سيئا وغير سعيد، مما تسبب بحوادث مسيئة في طفولتها}}.

## وصلات خارجية
- مارييل همينغوي على موقع IMDb (الإنجليزية)
- مارييل همينغوي على موقع قاعدة بيانات الأفلام العربية
- مارييل همينغوي على موقع ألو سيني (الفرنسية)
- مارييل همينغوي على موقع تيرنر كلاسيك موفيز (الإنجليزية)
- مارييل همينغوي على موقع أول موفي (الإنجليزية)
- مارييل همينغوي على موقع قاعدة بيانات الأفلام السويدية (السويدية)
- مارييل همينغوي على موقع إن إن دي بي (الإنجليزية)
- مارييل همينغوي على موقع قاعدة بيانات الفيلم (الإنجليزية)
- مارييل همينغوي على موقع كينوبويسك (الروسية)
- Mariel Hemingway.com
- Yoga Now website